# Jindřichův Hradec
Jindřichův Hradec ( [ˈjɪndr̝ɪxuːf ˈɦradɛts] (tysk: Neuhaus) er en by i regionen Sydbøhmen i Tjekkiet med omkring 21.000 indbyggere. Den historiske bykerne er velbevaret og er beskyttet ved lov som et bymonumentreservat.
Bydelene Jindřichův Hradec I–V og landsbyerne Buk, Děbolín, Dolní Radouň, Dolní Skrýchov, Horní Žďár, Matná, Otín, Políkno og Radouňka er administrative dele af Jindřichův Hradec.

## Geografi
Jindřichův Hradec ligger omkring 42 km nordøst for České Budějovice  i Křemešník-højlandet . Det højeste punkt er bakken Rýdův kopec der er 553 meter  over havets overflade.
Byen ligger ved floden Nežárka, ved bredden af Vajgar-dammen, som er et af byens vartegn. Det er en 49 ha  stor fiskedam etableret i 1399. Der er en betydelig mængde andre damme i kommunens område.

## Historie
Forgængeren til nutidens by var en slavisk gord. Den første skriftlige omtale af Hradec er fra 1220, hvor et gotisk slot blev bygget af ejeren af godset, Jindřich 1. Vítkovec. I midten af 1200-tallet blev der grundlagt en bebyggelse ved slottet og opkaldt efter slottets grundlægger. Det nuværende navn Jindřichův Hradec er først dokumenteret i 1410.
I slutningen af det 16. århundrede, da Jindřichův Hradec var ejet af de sidste medlemmer af Hradec-familien, har byen nået toppen af sin udvikling. Husene og slottet blev ombygget fra gotisk til renæssancestil, og byen spredte sig ud over bymurene. Efter Trediveårskrigen i 1654 var Jindřichův Hradec den næststørste by i Kongeriget Bøhmen med 405 huse. Kort efter mistede den dog sin politiske betydning, og i slutningen af 1600-tallet aftog den også den økonomiske betydning.
I henholdsvis 1773 og 1801 blev byen beskadiget af store brande, og mange huse har gennemgået bygningsændringer. En del af bymuren blev revet ned, og en ny stor park blev etableret på grænsen mellem Gamle By og Ny By. I 1887 blev byen forbundet med jernbane med Veselí nad Lužnicí og Jihlava.

## Økonomi
Byens økonomi er hovedsageligt baseret på tjenesteydelser. Den største arbejdsgiver i byen er hospitalet. De største industrivirksomheder er DK Open (fødevareproducent) og Pollmann CZ (producent af bildele), der begge beskæftiger mere end 250 medarbejdere.

## Transport
Der er en smalsporet jernbane, der fører fra Jindřichův Hradec til Nová Bystřice. Det drives af selskabet Jindřichohradecké místní dráhy, og fungerer mest som en turistattraktion.